# مقاطعة ويلكوكس (ألاباما)
مقاطعة ويلكوكس (بالإنجليزية: Wilcox County, Alabama)‏ هي إحدى مقاطعات ولاية ألاباما في الولايات المتحدة. تأسست سنة 1819، بلغ عدد سكانها 11670 نسمة في عام 2010 حسب إحصاء مكتب تعداد الولايات المتحدة وتصل الكثافة السكانية فيها 5 نسمة/كم2.

## أعلام
- روبرت تيت إيرفن
- بين ليلي